# Родіоновка (Казахстан)
Родіо́новка (каз. Родионовка) — село у складі Атбасарського району Акмолинської області Казахстану. Входить до складу Ярославського сільського округу.
Населення — 77 осіб (2021; 96 у 2009, 585 у 1999, 195 у 1989).
Національний склад станом на 1989 рік:
- німці — 32 %;
- українці — 23 %;
- росіяни — 23 %.